# Плесецкая волость
Плесецкая волость — административно-территориальная единица в составе Онежского уезда и Архангельского уезда Архангельской губернии, существовавшая с 1924 по 1929 года. Центром волости изначально было село Наволок, а с 1926 года посёлок при станции Плесецкой.

## География
Волость располагалась на юге Онежского уезда, а с 1926 года на юге Архангельского уезда.

## История
Декретом ВЦИК от 9 июня 1924 в Онежском уезде образовано шесть укрупненных волостей: Кяндская, Онежская, Плесецкая, Поморская, Турчасовая и Чекуевская. Плесецкая волость объединила волости Дениславскую, Кирилловскую, Наволоцкую и Савинскую. Декретом ВЦИК от 4 октября 1926 Плесецкая волость передана в состав Архангельского уезда. Центр волости был перенесен в посёлок при станции Плесецкой Северной железной дороги. В состав Плесецкой волости были добавлены Мехреньгская волость и Обозерский и Щукозерский сельсоветы Исакогорской волости. 9 июля 1929 года в ходе административной реформы на территории Плесецкой волости с присоединением посёлка Самодед был образован Плесецкий район Архангельского округа Северного края.

## Состав волости
Плесецкая волость включала в свой состав пять сельских обществ: Дениславское, Кирилловское, Оксовское, Пабережское и Савинское.